# Позив (листовка)
Позив е вид агитационно-политическа и информационна пропаганда, обичайно хартиен листове с напечатани призиви и лозунги (може да има и илюстрации), в определени случаи разпространявани нелегално.
Целта на разпространяваните позиви е до хората да достигнат социални, религиозни или политически послания, които в даден момент не могат да бъде разпространени по обичайните медийни канали. Разпространението им е можело да бъде и наказуемо от закона.
Използвани са като психологическо оръжие във въоръжени конфликти, като например пропагандата с въздушно разпространявани позиви е тактика на психологическата война.